# Dictionary of Minor Planet Names
El Dictionary of Minor Planet Names (en español: Diccionario de nombres de planetas menores) es un libro de referencia publicado por la Unión Astronómica Internacional que contiene información sobre el descubrimiento y la denominación de más de 22 000 asteroides en su última edición de 2014.

## Ediciones
- Schmadel, Lutz D. (1992). Dictionary of Minor Planet Names (en inglés) (1.ª edición). Berlín Heidelberg: Springer-Verlag. doi:10.1007/978-3-662-02804-9.
- ———————— (1993). Dictionary of Minor Planet Names (en inglés) (2.ª edición). Berlín Heidelberg: Springer-Verlag.
- ———————— (1996). Dictionary of Minor Planet Names (en inglés) (3.ª edición). Berlín Heidelberg: Springer-Verlag. doi:10.1007/978-3-662-06615-7.
- ———————— (1999). Dictionary of Minor Planet Names (en inglés) (4.ª edición). Berlín Heidelberg: Springer-Verlag.
- ———————— (2003). Dictionary of Minor Planet Names (en inglés) (5.ª edición). Berlín Heidelberg: Springer-Verlag. ISBN 3-540-00238-3. doi:10.1007/978-3-540-29925-7.
- ———————— (2005). Dictionary of Minor Planet Names Addendum to 5th edition (en inglés). Berlín Heidelberg: Springer-Verlag. ISBN 978-3-540-34360-8.
- ———————— (2008). Dictionary of Minor Planet Names Addendum to 5th edition (en inglés). Berlín Heidelberg: Springer-Verlag. ISBN 3-642-01964-1.
- ———————— (2012). Dictionary of Minor Planet Names (en inglés) (6.ª edición). Berlín Heidelberg: Springer-Verlag. ISBN 3-642-29717-X. doi:10.1007/978-3-642-29718-2.
- ———————— (2014). Dictionary of Minor Planet Names Addentum to 6th edition (en inglés). Berlín Heidelberg: Springer-Verlag. ISBN 3-642-29717-X. doi:10.1007/978-3-319-17677-2.

- Datos: Q21856427